# Terrapene coahuila
Espèce
Statut de conservation UICN

 EN A2c+4c; B1ab(i,ii,iii,iv,v)+2b(i,ii,iii,iv,v) : En danger
Statut CITES
Terrapene coahuila est une espèce de tortue de la famille des Emydidae.

## Répartition
Cette espèce est endémique du Coahuila au Mexique.

## Publication originale
- Schmidt & Owens, 1944 : Amphibians and reptiles of northern Coahuila, Mexico. Field Museum of Natural History, Zoological Series. Chicago, vol. 29, p. 97-115 (texte intégral).